# Aprostocetus nigricornis
Aprostocetus nigricornis is een vliesvleugelig insect uit de familie Eulophidae. De wetenschappelijke naam is voor het eerst geldig gepubliceerd in 1988 door Khan & Shafee.